# Дайнелли, Дарио
Да́рио Дайне́лли (итал. Dario Dainelli; 9 июня 1979, Понтедера, Пиза, Тоскана) — итальянский футболист, защитник.

## Карьера

### Клубная карьера
Дарио Дайнелли — воспитанник клуба «Эмполи», не сыграв за команду ни одного матча, он перешёл на правах аренды в «Модену», но там также в течение полугода востребован не был. В январе 1999 года Дайнелли был передан «Моденой» клубу «Кавезе», где сыграл 10 матчей. Летом 1999 года он перешёл в клуб «Андрия», в составе которой Дайнелли забил свой первый в профессиональной карьере гол. По окончании сезона клуб «Лечче» купил у «Эмполи» часть прав на игрока, после неплохого, 14 матчей, сезона, «Эмполи» выкупил обратно контракт футболиста за 5 млн лир, а затем продал его клубу «Брешиа», но там он провёл за полсезона лишь 5 матчей и в январе 2002 года был передан на правах аренды в «Верону». По возвращении в «Брешиа» Дайнелли уже стал игроком основы клуба и провёл там 2 сезона, сыграв 55 матчей.
Летом 2004 года «Фиорентина» за 2,5 млн евро выкупила половину прав на игрока. В «фиалковой команде» Дайнелли забил свой первый гол в серии А, поразив ворота «Кальяри» на 90-1 минуте, принеся победу своей команде, а всего в первом сезоне забил 4 гола, два из которых в ворота итальянских грандов — «Ювентуса» и «Интера». После окончания сезона «Фиорентина» за 2 млн евро выкупила оставшуюся часть прав на футболиста. В 2005 году Дайнелли получил капитанскую повязку «Фиорентины», став 20-м капитаном в истории клуба, которая смогла квалифицироваться в лигу чемпионов, однако после Кальчополи с «фиалок» было снято 30 очков. В сезоне 2006/07, в чемпионате которого Дайнелли провёл 29 матчей, «Фиорентина» стала самой «неприступной» командой — пропустив меньше всех, лишь 31 гол. А по окончании сезона, Дайнелли переподписал контракт, продлив его до 2011 года. В сезоне 2007/08 Дайнелли потерял место в «основе» команды, уступив его Томашу Уйфалуши, демонстрируя к тому же плохую физическую и игровую форму.
Летом 2008 года у Дайнелли было множество предложений сотрудничества, от клубов «Наполи», «Дженоа», «Палермо», «Сампдории» и «Торино», но игрок всё же решил остаться во Флоренции. Дайнелли снова стал игроком основного состава, прежде всего из-за ухода из клуба Уйфалуши, проведя неплохой сезон в команде и сыграв свой 200-й матч в чемпионате страны.
12 января 2010 года Дайнелли перешёл в клуб «Дженоа», заплативший за трансфер игрока 2,5 млн евро. 17 января Дайнелли дебютировал в составе «Дженоа» в матче с «Ромой», в котором его клуб проиграл 0:3. Завершил карьеру футболиста летом 2018 года.

### Международная карьера
В сборной Италии Дайнелли дебютировал 11 июля 2005 года в товарищеской игре с Эквадором во время турне сборной по США. Также Дайнелли вызывался в сборную на матчи квалификации к «чемпионата Европы» с Литвой и Францией.

## Личная жизнь
В июле 2007 года Дайнелли открыл ресторан в окрестностях Печчоли «La Locanda Dell’Amicone» («Гостиница закадычных друзей»).

## Статистика
| Сезон   | Клуб         | Лига     | Чемпионат | Чемпионат | Кубок | Кубок | Еврокубки | Еврокубки |
| Сезон   | Клуб         | Лига     | Игры      | Голы      | Игры  | Голы  | Игры      | Голы      |
| ------- | ------------ | -------- | --------- | --------- | ----- | ----- | --------- | --------- |
| 1997/98 | Эмполи       | Серия А  | 0         | 0         | ?     | ?     | —         | —         |
| 1998/99 | Модена       | Серия С1 | 0         | 0         | ?     | ?     | —         | —         |
| 1998/99 | Кавезе       | Серия С2 | 10        | 0         | ?     | ?     | —         | —         |
| 1999/00 | Андрия       | Серия С1 | 28        | 1         | ?     | ?     | —         | —         |
| 2000/01 | Лечче        | Серия А  | 14        | 0         | ?     | ?     | —         | —         |
| 2001/02 | Брешиа       | Серия А  | 5         | 0         | ?     | ?     | —         | —         |
| 2001/02 | Эллас Верона | Серия А  | 13        | 0         | ?     | ?     | —         | —         |
| 2002/03 | Брешиа       | Серия А  | 24        | 0         | ?     | ?     | —         | —         |
| 2003/04 | Брешиа       | Серия А  | 31        | 0         | ?     | ?     | —         | —         |
| 2004/05 | Фиорентина   | Серия А  | 30        | 4         | 6     | 0     | —         | —         |
| 2005/06 | Фиорентина   | Серия А  | 27        | 1         | 1     | 0     | —         | —         |
| 2006/07 | Фиорентина   | Серия А  | 29        | 0         | 2     | 0     | —         | —         |
| 2007/08 | Фиорентина   | Серия А  | 21        | 0         | 2     | 0     | 6         | 0         |
| 2008/09 | Фиорентина   | Серия А  | 21        | 1         | 0     | 0     | 8         | 0         |
| 2009/10 | Фиорентина   | Серия А  | 15        | 0         | 0     | 0     | 5         | 1         |
| 2009/10 | Дженоа       | Серия А  | 10        | 0         | 0     | 0     | —         | —         |
| 2010/11 | Дженоа       | Серия А  | 34        | 1         | 0     | 0     | —         | —         |
| 2011/12 | Дженоа       | Серия А  | 13        | 0         | 2     | 0     | —         | —         |
| 2011/12 | Кьево        | Серия А  | 6         | 0         | 0     | 0     | —         | —         |